# Ripley (televizijska serija)
Ripley je američka neo-noir televizijska serija temeljena kriminalističkom romanu Patricie Highsmith, Talentirani gospodin Ripley iz 1955. godine. Ujedno ovo je prva serijska adaptacija Highsmithina romana, nakon filmskih verzija U zenitu sunca iz 1960. i Talentirani gospodin Ripley objavljen 1999. godine.
Serija je izvorno trebala biti prikazana na Showtimeu, ali u veljači 2023. serija se preselila na Netflix. Premijerno je prikazana 4. travnja 2024., a dobila je kritičke pohvale za scenarij, režiju, produkcijski dizajn, kinematografiju, partituru i izvedbe, posebno za Scottov portret Toma Ripleyja.

## Radnja
1961. je godina, mladi Dickie živi dobar život u Atraniju zajedno sa svojom djevojkom Marge Sherwood, ambicioznom spisateljicom, odbacujući bilo kakvu odgovornost za sadašnjost i bilo kakve planove za budućnost. Njegov otac, bogati njujorški poduzetnik Herbert Greenleaf, uvjeren je da je dječak prijatelj Toma Ripleyja, pa angažira potonjeg da ode u Italiju i uvjeri sina da se vrati kući. Tom ga, u stvarnosti, jedva poznaje i, štoviše, lukav je prevarant koji živi iz dana u dan, ali suočen s ponuđenom naknadom svejedno prihvaća posao.

## Glumačka postava

### Glavni likovi
- Andrew Scott kao Tom Ripley
- Dakota Fanning kao Marge Sherwood
- Johnny Flynn kao Dickie Greenleaf
- Eliot Sumner kao Freddie Miles
- Margherita Buy kao Signora Buffi, Ripley's Landlady
- Maurizio Lombardi kao Inspector Pietro Ravini

### Gosti
- Kenneth Lonergan kao Herbert Greenleaf
- Ann Cusack kao Emily Greenleaf
- Bokeem Woodbine kao Alvin McCarron
- Vittorio Viviani kao Matteo
- Louis Hofmann kao Max Yoder
- Fisher Stevens kao Edward T. Cavanagh
- John Malkovich kao Reeves Minot

## Pregled serije
| Br. | Engleski naslov Hrvatski naslov                     | Redatelj        | Nadnevak objave  |
| --- | --------------------------------------------------- | --------------- | ---------------- |
| 1.  | "I A Hard Man to Find" "I. Teško te naći"           | Steven Zaillian | 4. travnja 2024. |
| 2.  | "II Seven Mercies" "II. Sedam djela mislosti"       | Steven Zaillian | 4. travnja 2024. |
| 3.  | "III Sommerso" "III. Sommerso"                      | Steven Zaillian | 4. travnja 2024. |
| 4.  | "IV La Dolce Vita" ""IV. La Dolce Vita""            | Steven Zaillian | 4. travnja 2024. |
| 5.  | "V Lucio" "V. Lucio"                                | Steven Zaillian | 4. travnja 2024. |
| 6.  | "VI Some Heavy Instrument" "VI. Neki teški predmet" | Steven Zaillian | 4. travnja 2024. |
| 7.  | "VII Macabre Entertainment" "VII. Sablasna zabava"  | Steven Zaillian | 4. travnja 2024. |
| 8.  | "VIII Narcissus" "VIII. Narcissus"                  | Steven Zaillian | 4. travnja 2024. |

## Produkcija
U rujnu 2019. objavljeno je da će Andrew Scott glumiti Toma Ripleyja u televizijskoj adaptaciji Highsmithina romana, koju je napisao i režirao Steven Zaillian. U siječnju 2021. godine Johnny Flynn pridružio se glumačkoj postavi kao Dickie, dok je u ožujku 2021. objavljeno da će Dakota Fanning glumiti Marge Sherwood.
Zaillian je snimio seriju crno-bijelom tehnikom kako bi se osvrnuo na klasične noire 40-ih i prilagodio talijanske lokacije zlokobnoj prirodi priče, naglašavajući neizvjesnost unatoč vrlo malo akcijskih scena; Osim toga, ova kromatska odluka hommage je izvornom romanu jer kopija u svom posjedu ima upečatljivu c/b fotografiju na naslovnici.

## Distibucija
Serija je izvorno trebala biti prikazana na Showtimeu, ali u veljači 2023. serija se preselila na Netflix. Premijerno je prikazana 4. travnja 2024.

## Vanjske poveznice
- Službena stranica netflix.com
- Ripley u internetskoj bazi filmova IMDb-a